# Nikola Milutinov
Nikola Milutinov (nacido el 30 de diciembre de 1994 en Novi Sad) es un baloncestista serbio que actualmente juega en el Olympiakos B. C. de la A1 Ethniki de Grecia. Con 2,14 metros de estatura, juega en la posición de pívot.

## Trayectoria deportiva

### Europa
Comenzó su andadura profesional en el KK Hemofarm Vršac, de donde pasó en 2012 al KK Partizan, con los que firmó un contrato por cuatro temporadas.
En su primera temporada en el equipo ganaron la Liga Serbia y la ABA Liga, repitiendo al año siguiente título en la liga doméstica, tras derrotar en las fonales al Estrella Roja de Belgrado por 3-1.
En la temporada 2014-15, promedió 9,8 puntos y 7,6 rebotes por partido en la ABA Liga.
En el verano del 2015 ficha por el Olympiakos B. C..
En julio de 2020, se compromete como nuevo jugador del PBC CSKA Moscú de la Superliga de baloncesto de Rusia, tras cinco temporadas en Grecia.
El 24 de junio de 2023, tras tres temporadas en Rusia, Milutinov llega a un acuerdo para regresar al Olympiakos por dos años.

### Selección nacional
Fue plata en el Mundial Sub-19 de la República Checa de 2013.
[actualizar]
En septiembre de 2022 disputó con el combinado absoluto serbio el EuroBasket 2022, finalizando en novena posición.
Durante agosto y septiembre de 2023 fue integrante de la selección de Serbia que participó en el Mundial de 2023 celebrado en Asia, y que ganó la plata, tras perder la final ante Alemania.
Entre julio y agosto de 2024 fue parte de la selección absoluta de Serbia, que disputó los Juegos Olímpicos de París, y que ganó el bronce, tras vencer la final de consolación ante Alemania.

## Estadísticas de su carrera en la Euroliga

### Temporada regular
| Año     | Equipo   | PJ | PT | MPP  | %TC  | %3P  | %TL  | RPP | APP | ROB | TPP | PPP | VAL |
| ------- | -------- | -- | -- | ---- | ---- | ---- | ---- | --- | --- | --- | --- | --- | --- |
| 2012–13 | Partizan | 8  | 1  | 7.3  | .556 | .000 | .750 | 1.4 | .1  | .1  | .3  | 3.3 | 2.9 |
| 2013–14 | Partizan | 21 | 16 | 20.3 | .513 | .000 | .640 | 3.3 | 1.0 | .2  | .6  | 4.7 | 4.4 |
| Career  |          | 29 | 18 | 16.8 | .520 | .000 | .667 | 2.8 | .7  | .2  | .5  | 4.3 | 4.0 |

### NBA
El 25 de junio de 2015, fue seleccionado en la vigésimo sexta posición del 2015 por San Antonio Spurs.